# Grigore Ureche

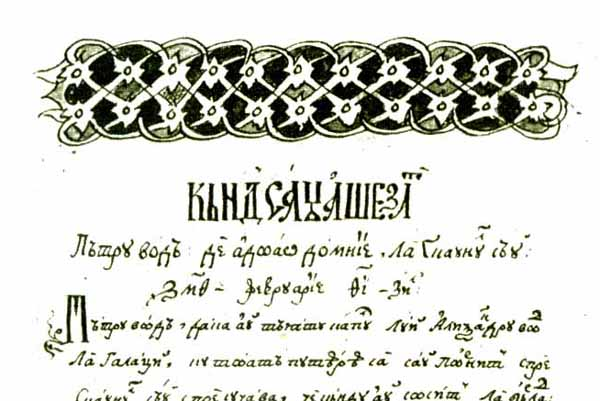
Página del manuscrito titulado Las crónicas de la tierra de Moldavia (Letopiseţul Ţării Moldovei).

Grigore Ureche (1590-1647) fue un cronista moldavo quien escribió Las crónicas de la tierra de Moldavia (Letopiseţul Ţării Moldovei), el cual abarca el período comprendido entre 1359 y 1594. 
Grigore Ureche fue el primero en afirmar la existencia de la lengua moldava, llamándola limba noastraă moldovenească, y su carácter de lengua romance, asegurando que esta lengua era la misma de los valacos, y que los moldavos, valacos y transilvanos pertenecían al mismo grupo étnico. Además reconoce el origen común romano de los moldavos, valacos y rumanos de Transilvania. La misma tesis sobre el origen étnico común de estos pueblos habría de ser tomada por el príncipe Dimitrie Cantemir durante el siglo XVIII como base del nacionalismo rumano.
La obra de Ureche fue traducida y comentada por el orientalista Émile Picot en su obra Crónica de Moldavia: después de mediados del siglo XIV hasta el año de 1594 de Grigore Ureche (Chronique de Moldavie: depuis le milieu du XIVe siècle jusqu'à l'an 1594 de Grigore Ureche), impresa en 1878.